# اردو ارتش
"اردو ارتش" اردو عسکری' به زبان ترکی: Ordu (askeriye) اسم ارتش جمهوری ترکیه است.

## ریشه‌شناسی واژه اردو
اردو در زبان‌های ترکی به معنی قشون یا ارتش می‌باشد.

## واژه‌های ترکی نظامی
در زبان فارسی واژه ترکی اردو با پسوند گاهی گاه مانند اردوگاه و لشکرگاه ترکیب شده‌اند. نام‌های نظامی اردو مانند رتبه‌های نظامی مانند "اون باشی" (فرمانده گروه ده نفره) و "یوز باشی" (فرمانده گروه صد نفره) "بین باشی" و "مین باشی" (فرمانده گروه هزارنفره) "مین باشی" ، "قول‌اردو"، "قشله" (پادگان)، عسکری و لشکری در گذشته کاربرد داشته‌اند.

## بازسازی ارتش افغانستان از سوی ترکیه صدو یک سال پیش
پدر زن امان‌الله خان محمود طرزی در زمان عبدالرحمن‌خان به خارج کشور ایران و ترکیه اقامت داشت. میانه طرزی با آخرین شاهنشاه قا جار ، با رضا خان و با بیگ مصطفی کمال آتاترک خوب بود. با اشغال و مرزکشی اجباری از سوی هند شرقی برتانیه در افغانستان ارتش افغانستان که آسام نظامی فارسی مانند «سهپسالار» ، «سردار» ، «سرباز» و «سپاهی» مروج بود در زمان اشغال نظامی برتانیه درجات نظامی افسران «انگلیسی پشتونی شده» مانند «کیرنیل» (Colonel) و «شاجان» (Sergeant) و «کفتان» (Captain). باخروج نیروهای برتانیه دیگر ارتش کابلاز سوی برتانیه آموزش نظامی و کمک تسلحاتی نمی‌شد. کارخانه‌های اسلحه سازی مانند توبخانه و ماشینخانه پس از ترک نیروهای برتانیه صعنت اسلحه سازی و لباس نظامی غیرفعال شد.
در سال استقلال افغانستان ترکیه پس از شوروی دومین کشوری بود که استقلال را به رسمیت شناخت. دولت جمهوری ترکیه به رهبری مصطفی کمال اتاترک همکاری‌های بویژه نظامی را آغاز نمود. توافقنامه‌های دوجانبه همکاری در اولین سال استقلال افغانستان ترکیه در امضا کردند.
استادان اردو ترک در بازسازی ارتش افغانستان نقش اساسی داشتند. نام‌های نظامی ترکی در اردو افغانستان مروج شد: «قول‌اردو» ، «قشله» (پادگان)، عسکری و لشکری ، اردوگاه، «قره وانه» وغیره.
- اردوی ملی افغانستان
- استان اردو
- ولایت‌های افغانستان
- زبان اردو
- اردو (شهر)
- استان اردو